# Limas
Limas è un comune francese di 4 508 abitanti situato nel dipartimento del Rodano della regione Alvernia-Rodano-Alpi.

## Società

### Evoluzione demografica
Abitanti censiti

## Curiosità
Il toponimo Limas è stato usato nel film di Steno "Banana Joe" (con protagonista Bud Spencer) per dare il nome ad una cittadina di mare di un non ben precisato stato sudamericano, proscenio di buona parte del suddetto film.